# زامباله
زامباله (بالإنجليزية: Zambales) هي محافظة تقع في الفلبين في لوزون الوسطى. يقدر عدد سكانها بـ 534,443 نسمة ومساحتها 3,830.83 كم2 .